# Festivali i Këngës 2017
La cinquantaseiesima edizione del Festivali i Këngës si è svolta dal 21 al 23 dicembre 2017 presso il palazzo dei Congressi di Tirana e ha selezionato il rappresentante dell'Albania all'Eurovision Song Contest 2018.
Il vincitore è stato Eugent Bushpepa con il brano Mall.

## Organizzazione
La 56ª edizione del Festivali i Këngës è stata organizzata dall'emittente radiotelevisiva pubblica Radio Televizioni Shqiptar (RTSH) e come le precedenti edizioni è stata ospitata dal palazzo dei Congressi di Tirana. L'emittente ha confermato la propria partecipazione all'Eurovision Song Contest 2018, ospitato dalla capitale portoghese di Lisbona, il 2 ottobre 2018.

### Format
Il festival si è articolato in due semifinali competitive da 11 partecipanti ciascuna il 21 e 22 dicembre e una finale con i 14 partecipanti qualificatisi dalle due precedenti serate il 23 dicembre. Il punteggio, mantenuto segreto, è stato deciso da una giuria di esperti composta da:
- Limoz Dizdari, compositore e membro del Parlamento;
- Adrian Hila, compositore;
- Zana Çela, regista;
- Ilirian Zhupa, giornalista;
- Markelian Kapedani, cantante.

## Partecipanti
| Artista                    | Brano           | Musica (m) e testo (t)                      |
| -------------------------- | --------------- | ------------------------------------------- |
| AkullThyesit               | Divorci         | Bledar Shishmani (m & t)                    |
| Artemisa Mithi             | E dua botën     | Flamur Shehu (m) e Agim Doçi (t)            |
| Bojken Lako                | Sytë e shpirtit | Bojken Lako (m & t)                         |
| Denisa Gjezo               | Zemër ku je     | Mario Deda (m) e Aurel Thëllimi (t)         |
| Elton Deda                 | Fjalët          | Elton Deda (m) e Orges Toçe (t)             |
| Endri & Stefi              | Mesazh          | Endri Prifti (m & t)                        |
| Eugent Bushpepa            | Mall            | Eugent Bushpepa (m & t)                     |
| Evans Rama                 | Gjurmët         | Genti Lako (m) e Migjena Lako (t)           |
| Genc & David Tukiçi        | Të pandarë      | Genc Tukiçi (m) e Agim Xheka (t)            |
| Inis Neziri                | Piedestal       | Gridi Kraja (m) e Florian Zyka (t)          |
| Lorela Sejdini             | Pritëm edhe pak | Florent Boshnjaku (m) e Yll Limani (t)      |
| LYNX                       | Vonë            | LYNX (m & t)                                |
| Manjola Nallbani           | I njëjti qiell  | Elgit Doda (m) e Rozana Radi (t)            |
| Mariza Ikonomi             | Unë             | Mariza Ikonomi (m) e Florian Zyka (t)       |
| NA & Festina Mezini        | Tjetër jetë     | Kreshnik Koshi (m & t)                      |
| Orges Zaimi                | Ngrije zërin    | Briz Musaraj (m) e Olti Curri (t)           |
| Redon Makashi              | Ekziston        | Redon Makashi (m) e Timo Flloko (t)         |
| Luiz Ejlli & Rezarta Smaja | Ra një yll      | Edmond Zhulali (m) e Agim Doçi (t)          |
| Tiri Gjoci                 | Orë e ndalur    | Enis Mullaj (m) e Tahir Gjoci (t)           |
| Voltan Prodani             | E pamundur      | Voltan Prodani (m) e Zhuliana Jorganxhi (t) |
| Xhesika Polo               | Përjetë         | Marko Polo (m) e Endrit Mumajesi (t)        |

## Semifinali
| #  | Artista                    | Brano           |
| -- | -------------------------- | --------------- |
| 1  | Elton Deda                 | Fjalët          |
| 2  | Mariza Ikonomi             | Unë             |
| 3  | Endri & Stefi              | Mesazh          |
| 4  | Evans Rama                 | Gjurmët         |
| 5  | Genc & David Tukiçi        | Të pandarë      |
| 6  | Voltan Prodani             | E pamundur      |
| 7  | Eugent Bushpepa            | Mall            |
| 8  | Rezarta Smaja & Luiz Ejlli | Ra një yll      |
| 9  | Bojken Lako                | Sytë e shpirtit |
| 10 | Manjola Nallbani           | I njëjti qiell  |
| 11 | Redon Makashi              | Ekziston        |

| #  | Artista             | Brano           |
| -- | ------------------- | --------------- |
| 1  | Orgesa Zaimi        | Ngrije zërin    |
| 2  | Denisa Gjezo        | Zemër ku je     |
| 3  | NA & Festina Mezini | Tjetër jetë     |
| 4  | Lorela Sejdini      | Pritëm edhe pak |
| 5  | Artemisa Mithi      | E dua botën     |
| 6  | Ergi Bregu          | Bum bum         |
| 7  | Akullthyesit        | Divorci         |
| 8  | Xhesika Polo        | Përjetë         |
| 9  | Inis Neziri         | Piedestal       |
| 10 | Tiri Gjoci          | Orë e ndalur    |
| 11 | LYNX                | Vonë            |

## Finale
Il 23 dicembre 2018 si sono sfidati i 14 cantanti che si sono qualificati nelle semifinali (8 nella prima e 6 nella seconda). Il vincitore è stato deciso da una giuria composta da 5 persone.
| #  | Artista                    | Titolo          |
| -- | -------------------------- | --------------- |
| 1  | Redon Makashi              | Ekziston        |
| 2  | NA & Festina Mejzini       | Tjetër jetë     |
| 3  | Voltan Prodani             | E pamundur      |
| 4  | Denisa Gjezo               | Zemër ku je     |
| 5  | Tiri Gjoci                 | Orë e ndalur    |
| 6  | Orgesa Zaimi               | Ngrije zërin    |
| 7  | Luiz Ejlli & Rezarta Smaja | Ra një yll      |
| 8  | Artemisa Mithi             | E dua botën     |
| 9  | Manjola Nallbani           | I njëjti qiell  |
| 10 | Inis Neziri                | Piedestal       |
| 11 | Bojken Lako                | Sytë e shpirtit |
| 12 | Mariza Ikonomi             | Unë             |
| 13 | Eugent Bushpepa            | Mall            |
| 14 | Elton Deda                 | Fjalët          |

## All'Eurovision Song Contest
L'Albania si è esibita 3ª nella prima semifinale del 8 maggio 2018, classificandosi 8ª con 162 punti e qualificandosi per la finale, dove esibendosi 12ª la nazione si è classificata 11ª con 184 punti.
Per promuovere la propria canzone, Eugent Bushpepa, ha preso parte all'Eurovision in Concert (14 aprile) e all'Eurovision Spain Pre-Party (21 aprile).

### Giuria e commentatori
La giuria albanese è composta da:
- Elton Deda, cantante e presidente di giuria;
- Ben Andoni, giornalista;
- Bojken Lako, cantante e musicista;
- Rosela Gjylbegu, cantante;
- Kamela Islamaj, cantante.

### Voto
Nell'Eurovision Song Contest ogni nazione, tramite una giuria di esperti e il televoto, è chiamata ad esprimere un giudizio sulle canzoni partecipanti, assegnando un punteggio che va da 1 a 12 (escludendo 11 e 9) alle prime 10 classificate. Le classifiche di giuria e televoto sono separate.
Entrambi possono votare soltanto nella semifinale in cui gareggia la canzone selezionata e nella finale (a prescindere dalla qualifica), ma né la giuria né il televoto possono votare la propria nazione.

#### Punti assegnati all'Albania
| Giurie (3° con 114 punti)                | Giurie (3° con 114 punti)             | Giurie (3° con 114 punti) | Giurie (3° con 114 punti)           | Giurie (3° con 114 punti)                     |
| 12                                       | 10                                    | 8                         | 7                                   | 6                                             |
| ---------------------------------------- | ------------------------------------- | ------------------------- | ----------------------------------- | --------------------------------------------- |
| - Bielorussia - Islanda                  | - Macedonia                           | - Grecia                  | - Azerbaigian - Cipro - Regno Unito | - Austria - Bulgaria - Finlandia              |
| 5                                        | 4                                     | 3                         | 2                                   | 1                                             |
| - Armenia - Portogallo - Repubblica Ceca | - Belgio - Croazia - Israele - Spagna |                           |                                     | - Estonia - Lituania                          |
| Televoto (11° con 48 punti)              |                                       |                           |                                     |                                               |
| 12                                       | 10                                    | 8                         | 7                                   | 6                                             |
| - Macedonia                              | - Grecia - Svizzera                   |                           |                                     |                                               |
| 5                                        | 4                                     | 3                         | 2                                   | 1                                             |
| - Spagna                                 | - Croazia                             | - Repubblica Ceca         |                                     | - Austria - Finlandia - Irlanda - Regno Unito |

| Giurie (7° con 126 punti)   | Giurie (7° con 126 punti)                      | Giurie (7° con 126 punti) | Giurie (7° con 126 punti)                                           | Giurie (7° con 126 punti)             |
| 12                          | 10                                             | 8                         | 7                                                                   | 6                                     |
| --------------------------- | ---------------------------------------------- | ------------------------- | ------------------------------------------------------------------- | ------------------------------------- |
| - Azerbaigian               | - Islanda - Montenegro - Portogallo - Ungheria |                           | - Austria - Bielorussia - Bulgaria - Grecia - Polonia - Regno Unito | - Cipro - Macedonia - Repubblica Ceca |
| 5                           | 4                                              | 3                         | 2                                                                   | 1                                     |
|                             | - Georgia - Slovenia                           |                           | - Belgio - Irlanda                                                  | - Croazia - Serbia                    |
| Televoto (18° con 58 punti) |                                                |                           |                                                                     |                                       |
| 12                          | 10                                             | 8                         | 7                                                                   | 6                                     |
| - Italia - Macedonia        | - Grecia - Montenegro                          |                           | - Svizzera                                                          |                                       |
| 5                           | 4                                              | 3                         | 2                                                                   | 1                                     |
|                             | - Croazia                                      |                           | - Austria                                                           | - Slovenia                            |

#### Punti assegnati dall'Albania
| Punti | Giuria      | Televoto        |
| ----- | ----------- | --------------- |
| 12    | Cipro       | Cipro           |
| 10    | Israele     | Grecia          |
| 8     | Macedonia   | Finlandia       |
| 7     | Bielorussia | Azerbaigian     |
| 6     | Bulgaria    | Estonia         |
| 5     | Azerbaigian | Bulgaria        |
| 4     | Belgio      | Israele         |
| 3     | Grecia      | Austria         |
| 2     | Svizzera    | Repubblica Ceca |
| 1     | Lituania    | Svizzera        |

| Punti | Giuria          | Televoto    |
| ----- | --------------- | ----------- |
| 12    | Italia          | Italia      |
| 10    | Cipro           | Cipro       |
| 8     | Bulgaria        | Germania    |
| 7     | Francia         | Irlanda     |
| 6     | Germania        | Bulgaria    |
| 5     | Israele         | Francia     |
| 4     | Svezia          | Estonia     |
| 3     | Serbia          | Regno Unito |
| 2     | Moldavia        | Austria     |
| 1     | Repubblica Ceca | Israele     |